# 菊池武勝
菊池 武勝（きくち たけかつ）は、戦国時代から江戸時代初期にかけての武将。肥後国菊池氏の末裔。越中国射水郡・阿尾城主。
別氏は屋代（八代）。通称は右衛門尉、入道後は右衛門入道。別名は義勝。官位は伊豆守。父は菊池次郎（諱不詳）。兄は詫摩武平。弟は陸奥国糠部郡・鶴ヶ崎順法寺城、田名部館城主の菊池正義。子は菊池安信。

## 人物
出生地は肥後国もしくは肥前国とされ、大友氏に圧され薩摩国や越後国等を転々としていたと伝わる。
永禄4年（1561年）頃、越中国射水郡阿尾城主として上杉政虎（上杉謙信）に仕え、謙信の死後は織田信長に属した。天正8年（1580年）3月16日、信長より屋代十郎左衛門尉・菊池右衛門入道宛てに知行を安堵する朱印状が与えられている。翌年2月、信長は征服途中にあった越中の一職支配権を佐々成政に与え、武勝はその与力となった。
天正10年（1582年）の本能寺の変後、佐々成政が羽柴秀吉や同じ信長子飼いでありながら秀吉と同調姿勢を取るようになった前田利家と不仲になると、前田利家の誘いもあり、武勝は秀吉・利家側に付くことを選択。天正13年5月（1585年3月）には前田勢を阿尾城に迎え入れた。この際、入城した前田勢の1人に傾奇者として知られる前田慶次がいた。その後、7月には阿尾城への居城と知行1万石を安堵されたものの、ほどなく武勝は山城国柴野へ退去し、嫡子安信も慶長元年（1596年）に没すると、その子（城生城主斎藤氏からの養子）菊池大学が相続したものの、残された所領1万石は収公され、代って新たに知行として1500石が与えられ、以降、菊池氏は代々加賀藩に仕えた。また阿尾城は安信が亡くなってほどなく廃城となったものと考えられる。
平成24年（2012年）には、武勝から数えて16代目に当る子孫が阿尾城跡にある榊葉乎布（さかきばこふ）神社を訪れて春祭りに参加している。

## 越中菊池氏
越中菊池氏は、肥後菊池氏の12代目当主・菊池武時からの分家である。その子である菊池武敏、武敏の子である菊池武平（肥前菊池氏）、武平の子である菊池貞頼（肥後八代氏）を経て、貞頼の長男である又次郎兼頼（別名：浄海）と次男の次郎（諱：不詳、幼名：宗一丸）が越中菊池氏、三男の三郎武光（幼名：千寿丸）が伊予菊池氏、四男の菊池貞房（幼名：松千代）が陸奥菊池氏の系譜に繋がるとされる。
現在、富山県射水市二口2041にある二口誓光寺が越中菊池氏の菩提寺となっており、住職は又次郎兼頼の後裔代々が務める。